# Thirubhuvanai

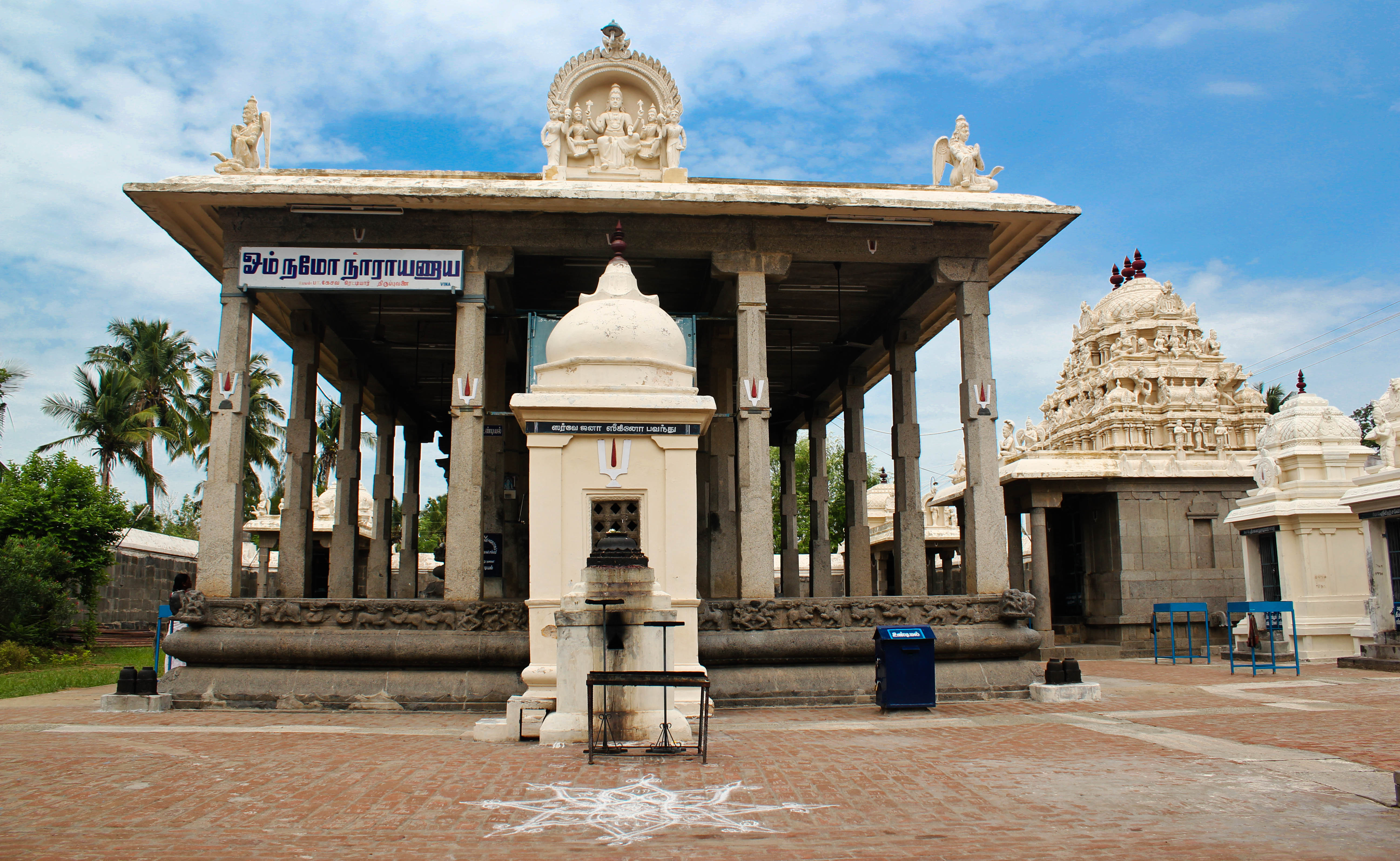
Vorhalle (mandapa) des Varadaraja-Perumal-Tempels

Thirubhuvanai (Tamil: திருபுவனை Tirupuvaṉai [ˈt̪irɯbuʋənɛi̯]; auch Tirubhuvanai, Thirubuvanai, Tribhuvanai) ist ein größeres Dorf mit rund 9.500 Einwohnern im südindischen Unionsterritorium Puducherry. Beim und im Ort befinden sich mehrere Tempel, darunter der mittelalterliche Varadaraja-Perumal-Tempel, der manchmal auch als Thotadrinathar-Tempel bezeichnet wird.

## Lage
Thirubhuvanai befindet sich ca. 23 km (Fahrtstrecke) westlich der Stadt Puducherry (Pondicherry) bzw. ca. 20 km östlich von Viluppuram in einer Höhe von ca. 25 bis 30 m ü. d. M. in einer Exklave des Unionsterritoriums Puducherry.

## Geschichte
Wie weit die Geschichte des Ortes zurückreicht ist unklar; der Chola-Herrscher Paranthaha I. (reg. 907–955) ließ den ersten Steintempel erbauen, der jedoch später mehrfach erweitert wurde.

## Sehenswürdigkeiten
Der von einer Mauer umschlossene und dem Hindu-Gott Vishnu (Perumal) geweihte Varadaraja-Perumal-Tempelkomplex besteht aus dem zentralen Heiligtum mit einer großen, hohen und seitlich offenen Vorhalle (mandapa), einer weiteren geschlossenen Vorhalle mit Umgang und der Cella (garbhagriha) mit einem fast „barock“ zu nennenden Turmaufbau (vimana) im Dravida-Stil sowie weiteren Nebenschreinen. Der mit Stuck überzogene Turmaufbau zeigt Scheinarchitekturen und mehrere große Figuren (darunter auch Narayana); er endet jedoch nicht in der für die mittelalterliche Architektur Südindiens typischen „Schirmkuppel“, sondern in einem gerippten Ringstein (amalaka) mit aufsitzender Vase (kalasha). Über den gesamten Bau verteilt
finden sich mehrere Inschriften aus der Chola-Zeit.